# Human Brain Project
The Human Brain Project HBP (с англ. — «Проект Человеческий Мозг») — большой научно-исследовательский проект по изучению человеческого мозга, основанный в 2013 году в Женеве, Швейцария и координируемый Генри Маркрамом (Федеральная политехническая школа Лозанны). Проект в значительной степени финансируется Европейским Союзом, и предусматривает создание совместной информационной инфраструктуры. В проекте участвуют сотни учёных из 26 стран мира и 135 партнерских институтов. Проект HBP ставит целью создать первую в мире модель мозга человека и грызунов. Проект HBP является беспрецедентным по своим масштабам и крупнейшим в истории изучения человеческого мозга, бюджет проекта составляет 1,6 млрд.$, срок финансирования проекта рассчитан на 10 лет, до 2023 года.

## Стратегические цели
Проект развивает платформы на базе ICT в шести областях:
- Нейроинформатика
- Мозговое моделирование
- Высокопроизводительная аналитика и вычислительная техника
- Медицинская информатика
- Нейроморфные вычисления
- Нейророботизация

Платформы HBP состоят из прототипа аппаратного обеспечения, программного обеспечения, баз данных и программных интерфейсов. Эти инструменты доступны для исследователей во всем мире через лабораторию HBP.

## Организация и финансирование
HBP координируется Политехнической лабораторией École Polytechnique de Lausanne, а научное направление обеспечивается представителями каждого из подпроектов HBP. В HBP входят исследователи из более чем 100 учреждений по всей Европе, а известные партнерские институты включают Гейдельбергский университет, Forschungszentrum Jülich и Университетскую больницу Лозанны.
Финансирование первоначальной двухлетней фазы «Рампинга» проекта было осуществлено в размере 54 млн евро. Двадцать два проекта из тридцати двух были выбраны для первоначального финансирования в размере 8,3 млн евро. Фаза разрастания закончилась 31 марта 2016 года. Финансирование будет пересматриваться каждые два года с использованием соглашений о конкретных грантах (SGA), первый из которых начался в середине 2016 года. Общая стоимость HBP оценивается в 1,019 миллиарда евро, из которых 500 миллионов евро будут предоставлены Европейской комиссией, 500 миллионов евро — национальными, государственными и частными организациями и 19 миллионов евро — партнерами по фазе основного проекта.

## Трудности
Одним из основных препятствий проекта является несистематический характер информации, собранной из предыдущих исследований мозга. Данные о неврологических исследованиях различаются по схемам биологических организаций, изученным видам и стадиям развития, что затрудняет совместное использование данных для представления мозга в модели, которая действует как единая система.
Другие препятствия включают технические проблемы, связанные с потреблением энергии, памятью и хранением. Например, подробные представления нейронов требуют очень высоких вычислительных мощностей, а моделирование всего мозга находится на переднем крае современных возможностей.

## Задачи и цели
Технологии, создаваемые HBP и иными подобными проектами, предлагают несколько возможностей для других областей исследований. Например, модель мозга может быть использована для исследования сигнатур болезни в головном мозге и воздействия определённых лекарств, что позволяет разработать лучшую диагностику и методы лечения. В конечном счете, эти технологии, вероятно, приведут к появлению более эффективных медицинских возможностей, доступным пациентам по низкой цене.
Кроме того, детальное моделирование мозга требует значительных вычислительных мощностей, что приводит к развитию в суперкомпьютерных и энергоэффективных интеллектуальных компьютерных технологий. Вычислительные разработки могут быть расширены в таких областях, как интеллектуальном анализе данных, телекоммуникациях, техническом приборостроении и других видах промышленного использования.
Также рассматриваются долгосрочные этические последствия развития HBP. Проект соответствует политике ответственных исследований и инноваций, а её Консультативный совет по этике отвечает за мониторинг использования добровольцев-людей, животных и собранных данных. Последствия для европейского общества, промышленности и экономики исследуются Лабораторией Foresight программы этики и общества.

## Критика
7 июля 2014 года в Еврокомиссию 154 европейскими исследователями было отправлено открытое письмо (750 подписей по состоянию на 3 сентября 2014 года), в котором проект подвергался критике из-за «чрезмерно узкого подхода HBP». Центральным в этом противоречии был внутренний спор о финансировании когнитивных ученых, которые изучают функции мозга высокого уровня, такие как мысль и поведение. Тем не менее, HBP заявил, что «нет никаких сомнений в том, что познание и поведение имеют жизненно важное значение для HBP», объясняя, что исследование когнитивных нейронауки было изменено в проекте, чтобы Основной проект сосредоточился на создании платформ. Кроме того, «Открытое письмо» призвало ЕС «перераспределить финансирование, которое в настоящее время выделено на основное ядро HBP и партнерские проекты, на широкое финансирование, направленное на неврологию, для удовлетворения первоначальных целей функции HBP-понимания мозга и её влияния на общество». В своем ответе HBP сказал, что "в то время как исследование нейробиологии генерирует огромное количество ценных данных, в настоящее время нет технологий для обмена, организации, анализа или интеграции этой информации, помимо документов и даже баз данных. HBP предоставит критический недостающий слой для перехода к многоуровневой реконструкции и моделированию мозга ". Также, было сказано, что «когнитивная и поведенческая нейронаука станет наиболее важным компонентом в HBP в течение Проекта. Однако, чтобы это произошло, сначала нужно организовать саму платформу».
Питер Дайан (Peter Dayan), директор вычислительной нейрологии Лондонского колледжа, утверждал, что цель крупномасштабного моделирования мозга крайне преждевременна, а Джеффри Хинтон сказал, что «настоящая проблема с этим проектом заключается в том, что они не знают, как получить такую большую систему».

## Статьи
1. «The Human Brain Project: Вы спрашивали — мы отвечаем», Habrahabr, 27 февраля 2014 https://habrahabr.ru/post/214123/